# Древер, Рональд
Рональд Древер (англ. Ronald Drever; 26 октября 1931, Пейсли — 7 марта 2017, Эдинбург) — шотландский физик, специализировавшийся в области лазеров.

## Биография
Один из основателей обсерватории LIGO, занимающейся регистрацией гравитационных волн. Эмерит-профессор Калифорнийского технологического института.
Лауреат премии Эйнштейна (2007 год).
В мае 2016 года вместе с Кипом Торном и Райнером Вайссом получил специальную Премию по фундаментальной физике, Премию Грубера, Премию Шао, Премию Кавли за регистрацию гравитационных волн.
Член Американской академии искусств и наук с 2002 года.